# Szlachęcin
Szlachęcin – wieś w Polsce położona w województwie wielkopolskim, w powiecie poznańskim, w gminie Czerwonak.
Wieś jest pozostałością dawnego założenia folwarcznego z przełomu XIX i XX wieku. Znajdują się tu rządcówka, obora, kuźnia i domy mieszkalne z tego okresu. Przy wjeździe do wsi stoi stara figura maryjna na grubej kolumnie. W latach 1975–1998 miejscowość administracyjnie należała do województwa poznańskiego.
Miejscowość jest obsługiwana przez linię autobusową 342 z Poznania (Śródki) do Przebędowa.